# 上敏斯特橋站
上敏斯特橋站（英語：Upminster Bridge tube station）是倫敦地鐵的一個車站，位於英格蘭倫敦東北部黑弗靈區的上敏斯特橋地區。上敏斯特橋站是區域線的車站，開通於1934年12月17日。

## 外部連結
- 倫敦運輸博物館 - 摄影收藏图像
- London Underground - Departure boards （页面存档备份，存于） - District line: Upminster Bridge station （页面存档备份，存于）